# گاندلینو
گاندلینو (به ایتالیایی: Gandellino) یک کومونه در ایتالیا است که در استان برگامو واقع شده‌است. گاندلینو ۲۵٫۴ کیلومتر مربع مساحت و ۱٬۰۵۸ نفر جمعیت دارد و ۶۷۵ متر بالاتر از سطح دریا واقع شده‌است.